# مدرسية (فلسفة)

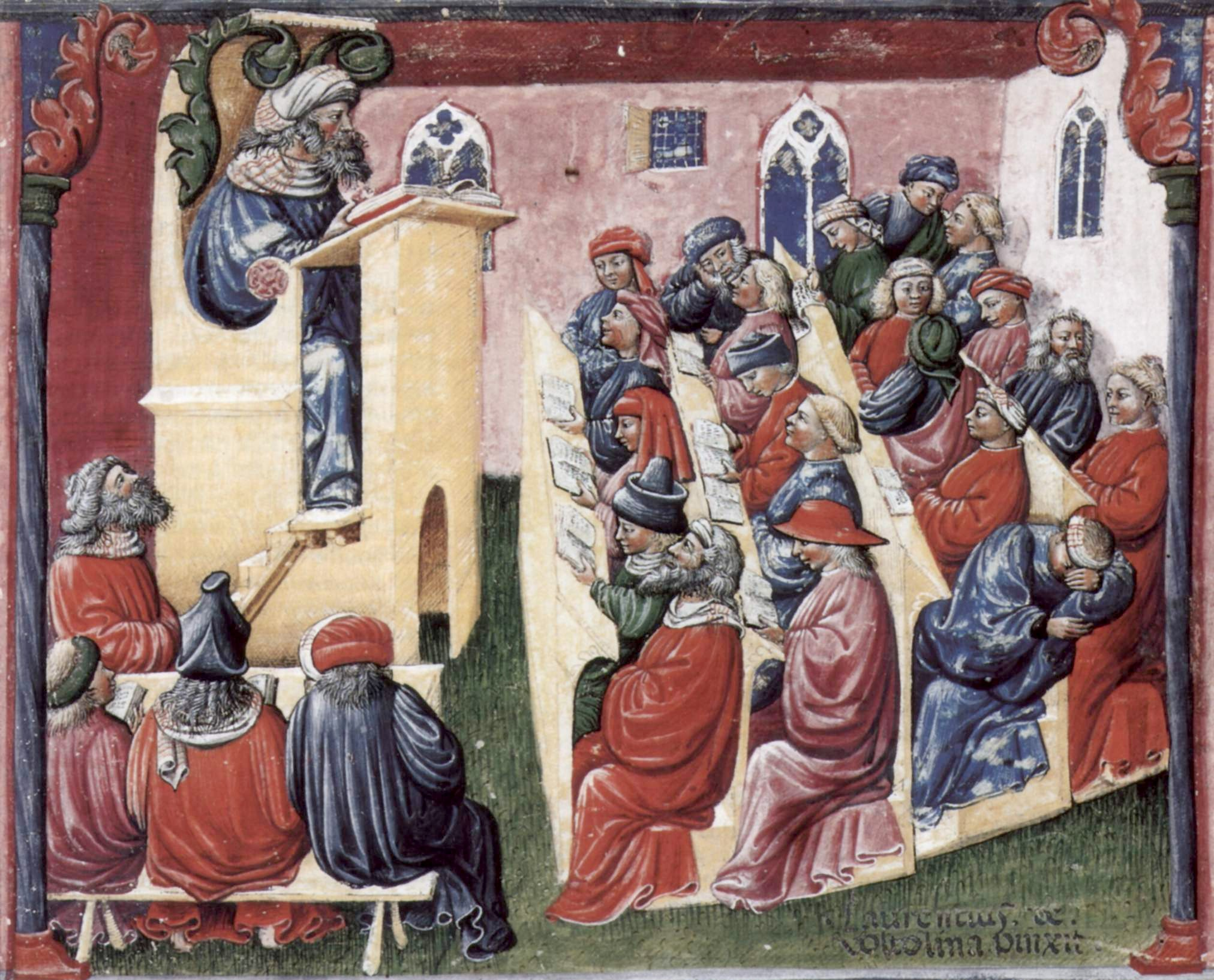
صورة تعود للقرن الرابع عشر لجانب من محاضرة جامعية

الفلسفة المدرسية أو المدرسية أو المكتبية أو السكولاستية (وتُكتب السكولائية،[بحاجة لمصدر] أو فلسفة المدرسة، بالإنجليزية: Scholasticism، بالفرنسية: Scolastique) تطلق عادةً على مدرسة فلسفية سادت في أوروبا في العصور الوسطى، وكانت تستخدم منهجًا نقديًا في التحليل الفلسفي، بناءً على نموذج مسيحي ألوهي ولاتيني؛ وهو المنهج الذي كان مسيطرًا على التدريس في جامعات أوروبا خلال العصور الوسطى منذ حوالي عام 1100 حتى عام 1700. انحدرت السكولاستية من مدارس الرهبنة المسيحية التي كانت الأساس التي نشأت منه أقدم الجامعات الأوروبية خلال العصور الوسطى. وارتبط صعود السكولاستية بشكل مباشر مع صعود المدارس المزدهرة خلال القرن الثاني والثالث عشر، في كل من إيطاليا وفرنسا وإسبانيا وإنجلترا. وبلغت الفلسفة المدرسية أعلى مراحل تطورها في فلسفة توما الأكويني.
كما يمكن التعريف على أنها فلسفة يحاول أتباعها تقديم برهان نظري للنظرة العامة الدينية للعالم بالاعتماد على الأفكار الفلسفية لأرسطو وأفلاطون.
تنقسم الفلسفة المدرسية تاريخياً إلى ثلاث فترات هي:
- الفلسفة المدرسية المبكرة
- الفلسفة المدرسية الكلاسيكية
- الفلسفة المدرسية الجديدة ليست الفلسفة المدرسية مجرد لاهوت أو مذهب فلسفي بقدر ما أنها منهج للتعلم، فهي تركز بقوة على التفكير الجدلي من أجل توسيع المعرفة بالاستدلال، وحل التناقضات. يُعرف الفكر المدرسي أيضًا بتحليله الدقيق للمفاهيم، وكشفه عن الفروق والاختلافات بمهارة. فيؤخذ غالبًا بأسلوب المناظرة الصريح خلال الكتابة وفي فصول الدراسة؛ إذ يُطرح الموضوع المستمد من التراث في صيغة سؤال، وتقدم آراء المعارضين، ثم تناقش حُجج الأطروحات المعاكسة، وتفند حجج المعارضين. وتطبق الفلسفة المدرسية في نهاية المطاف على العديد من مجالات الدراسة، نتيجة تركيزها على المنهج الجدلي الصارم.[8][9] نشأ برنامج الفلسفة المدرسية بوصفه محاولة لإيجاد التجانس والتوافق من جانب مفكري العصور الوسطى المسيحيين مع سلطة التراث الخاص بهم، ومن ثمّ التوفيق بين اللاهوت المسيحي وبين فلسفة العصور الكلاسيكية والقديمة المتأخرة؛ ولا سيما فلسفة أرسطو بالإضافة إلى الأفلوطينية المحدثة.[10] تشمل بعض الشخصيات الرئيسية في الفلسفة المدرسية القديس أنسلم من كانتربري الذي أطلق عليه لقب «أب الفلسفة المدرسية»[11])، وبيتر أبيلار، ألكسندر الهاليسي وألبيرتوس ماغنوس ودانز سكوطس وويليام الأوكامي وبونافنتورا والقديس والفيلسوف توما الأكويني. ويُعد العمل الأعظم لتوما الأكويني «الخلاصة اللاهوتية» بمثابة قمة الفلسفة المدرسية وفلسفة العصور الوسطى والفلسفة المسيحية؛[12] بدأت بينما كان الأكويني أستاذًا معلمًا في المدرسة الإقليمية لكنيسة سانتا سابينا بروما، الأساس الأول لجامعة توما الأكويني البابوية (أنجيليكوم). وهناك أعمال هامة في التراث المدرسي سبقت عصر الأكويني، على سبيل المثال أعمال فرانسيسكو سواريز ولويس دو مولينا وأيضًا المفكرين الإصلاحين واللوثريين. لا يكمن الميراث التاريخي للفلسفة المدرسية في اكتشافات علمية معينة، إذ لم يحدث ذلك،[13] ولكن في وضع الأسس اللازمة لتطوير العلوم الطبيعية.[14]

## الأصول اللغوية
يُشتق مصطلح مدرسي Scholastic ومدرسية Scholasticism، من الكلمة اللاتينية Scholasticus، وهي صيغة لاتينية من الكلمة اليونانية σχολαστικός وصفة مشتقة من σχολή أي مدرسة. وتعني الكلمة اللاتينية أي شيء متعلق بالمدارس. وكان المدرسيون هم المعلمون أو أساتذة الجامعات في العصور الوسطى.

## التاريخ
تأسست أصول الفلسفة المدرسية المسيحية من خلال مقالات بوئثيوس اللاهوتية والمنطقية، وكان من رواد الفلسفة المدرسية اللاحقين أصحاب علم الكلام الإسلامي، والفلسفة اليهودية (وبخاصة علم الكلام اليهودي).

## المنهج المدرسي
وضح كورنيليوس أوبويل أن تركيز الفلسفة المدرسية ينصب على كيفية اكتساب المعرفة وكيفية التواصل بفعالية، لكي يتمكن الآخرون من اكتسابها. وكان يُعتقد أن أفضل طريق لتحقيق ذلك هو تكرار عمليات الاكتشاف.
يختار المدرسييون كتابًا لمؤلف أو عالم معروف كموضوع مطروحًا للدراسة. ومن خلال قراءته بالكامل وبشكل نقدي، فإن الدارسين يتعلمون تقدير نظريات المؤلف. ويمكن الرجوع إلى الوثائق الأخرى المرتبطة بالكتاب مثل مجالس الكنيسة والخطابات البابوية وأي شيء آخر مكتوب حول الموضوع سواء كان قديمًا أو معاصرًا. وتدون نقاط الاختلاف والتنازع بين المصادر المتعددة أسفل في شكل جمل مفردة أو مقتطفات من النص، وهي الكلمة اللاتينية المعروفة باسم sententiae وبمجرد أن توضع مصادر ونقاط الاختلاف في سلسلة جدلية، فإن جانبي الحجة سوف تكون كاملة وبالتالي قد تظهر متوافقة وليست متناقضة. قد تُرفض الآراء أحيانًا بشكل كامل بطبيعة الحال، أو تُطرح مواقف جديدة. وكان يتم ذلك بطريقتين. كانت الطريقة الأولى هي التحليل اللغوي. تُفحص الكلمات ويحاجج بشأن تعددية معناها. وكان يُعتبر أيضًا أن المؤلف من المحتمل أن يكون لديه مقصد معين للكلمة يعني به شيء ما. واستخدم الالتباس لإيجاد أرضية مشتركة بطريقة أخرى بين عبارتين متناقضتين. وكانت الطريقة الثانية هي التحليل المنطقي، الذي يعتمد على قواعد المنطق الصوري، كما كانوا يعرفونه في عصرهم، لكي يُظهروا أن التناقضات ليست موجودة وإنما وجودها ذاتي بالنسبة للقارئ. التعليم المدرسي يتكون التعليم المدرسي من عدة عناصر. كانت البداية في المحاضرة: إذ يقرأ المعلم نص رسمي ويتبعه بالتعليقات دون أن يكون مسموحًا بطرح أسئلة. ويتبع ذلك التفكير أو التأمل الذي يقوم به الطلاب في النص واستيعابه بالكامل. وأخيرًا تأتي مرحلة يستطيع فيها الطلاب طرح الأسئلة التي تظهر لهم خلال التفكير في النص. وفي خاتمة المطاف أصبحت مناقشة الأسئلة منهجًا للبحث كجزء من المحاضرة ومستقلة عن النصوص الرسمية. وتُنسق المناقشات للإجابة على التساؤلات الخلافية. تُعلن الأسئلة المتنازع عليها بشكل مسبق في العادة، لكن يستطيع الطلاب طرح أسئلة دون سابق إعلان على المعلم. ويكون المعلم في هذه الحالة هو المجيب، والطلاب هم المفندون؛ ويقوم المعلم في اليوم التالي باستخدام الملاحظات المدونة خلال المناقشات، ويلخص كافة الحجج ثم يقدم موقفه النهائي، ويرد على كافة التفنيدات. استخدمت في البداية طريقة السؤال في الاستدلال، عندما بدا بشكل خاص وجود تناقض بين نصين رسميين مع بعضهما. ويُنظر إلى قضيتين متناقضتين في صيغة سؤال (إما أو)، ويُقبل أو يُرفض كل جانب من السؤال. تُقدم حُجج الموقف المتخذ بدورها، متبوعة بالحجج الموقف المضاد، وفي النهاية يُفند تضاد الحجج. وتُلزم تلك الطريقة الباحثين أن يأخذوا في اعتبارهم الآراء المضادة ثم يدافعون عن حججهم ضد تلك الآراء.